# Колорадо Сити (Аризона)
Колорадо Сити (енгл. Colorado City) град је у америчкој савезној држави Аризона. По попису становништва из 2010. у њему је живело 4.821 становника.

## Демографија
Према попису становништва из 2010. у граду је живело 4.821 становника, што је 1.487 (44,6%) становника више него 2000. године.
| Група             | 2000.         | 2010.         |
| Белци             | 3.191 (95,7%) | 4.783 (99,2%) |
| Афроамериканци    | 6 (0,2%)      | 4 (0,1%)      |
| Азијати           | 3 (0,1%)      | 1 (0,0%)      |
| Хиспаноамериканци | 97 (2,9%)     | 28 (0,6%)     |
| Укупно            | 3.334         | 4.821         |